# Cínires

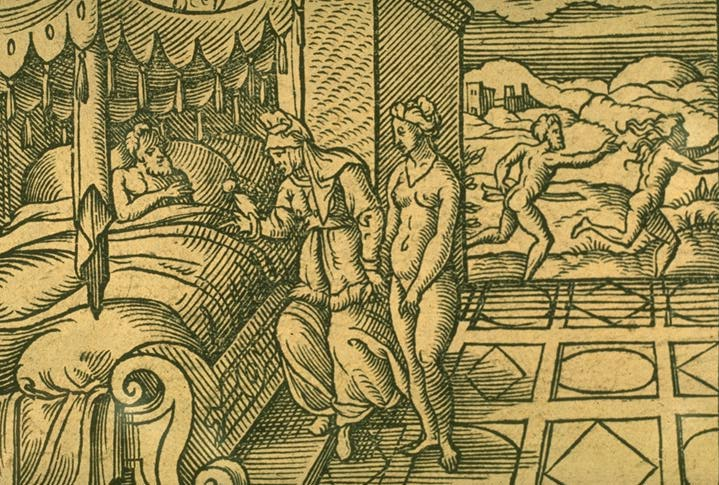
Cínires i Mirra

Segons la mitologia grega, Cínires o més correctament Cíniras (en grec antic: Κινύρας), va ser un rei de Xipre. Segons la tradició va ser el primer que hi va regnar. No havia nascut a l'illa, sinó que havia vingut d'Àsia. La seva genealogia difereix: de vegades és fill d'Apol·lo i de Pafos, o també d'Eurimedont i d'una nimfa de la regió de Pafos. Una altra genealogia el relaciona amb Cèfal, raptat per Eos (l'Aurora), que seria l'avi o el besavi de Cínires.
De la seva arribada a Xipre se'n coneixen versions contradictòries. Les més comunes diuen simplement que Cíniras va arribar a Xipre amb un grup de colons i va fundar Pafos. S'havia casat amb Metarme, la filla del rei de Xipre Pigmalió. Va tenir dos fills, Adonis i Oxípor, i tres filles, Orsèdice, Laògore i Brèsia. Les noies van ser víctimes de la còlera d'Afrodita que les va obligar a prostituir-se amb tots els estrangers que passaven per Xipre. Van morir a Egipte. Però una altra versió diu que Cíniras, a causa del seu incest involuntari amb la seva filla Esmirna o Mirra, va engendrar Adonis i ella es va convertir en l'arbre de la mirra. Aquesta filla, Mirra, l'hauria tingut amb Cencreis.
Cíniras va introduir a Xipre el culte a Afrodita, un culte molt important a l'illa. Es deia de Cíniras que tenia el do de la profecia i que era un bon músic (el seu nom es relaciona amb l'instrument fenici kinnor, semblant a la lira). Una tradició deia que va voler rivalitzar amb Apol·lo, i que el déu, igual que a Màrsies, el va matar. De forma més general, se li atribueix la introducció de la civilització a Xipre, la descoberta de les mines de coure que donaven riquesa a l'illa, la fabricació d'objectes de bronze i el seu treball artesanal. Afrodita el va estimar i li va donar riqueses, a més de concedir-li una llarga vida, fins a cent seixanta anys, es deia.
Cíniras no era un guerrer, però, com que va viure a l'època de la guerra de Troia, els grecs li van demanar que s'unís a la seva causa. Odisseu i Taltibi, l'herald d'Agamèmnon, van arribar a Xipre com a ambaixadors i Cíniras els va prometre un contingent de cinquanta naus. En va equipar una i les altres quaranta-nou les va fer de fang. Va llençar les naus al mar però només una va arribar a l'Àulida. Cíniras havia complert la promesa. Després de la guerra, Teucre, desterrat de la seva terra, es va refugiar a Xipre, on Cíniras el va acollir i li va concedir un territori. Allà Teucre va fundar la ciutat de Salamina i es va casar amb Eune, una filla de Cíniras. Aquesta unió, de l'època llegendària, explicava les bones relacions que en època històrica tenien les atenesos i els xipriotes.